# Lemós (Flórina)
Lemós, en grec moderne : Λαιμός, ou Rámbi (Ράμπη), est un village du dème de Préspes, district régional de Flórina, en Macédoine-Occidentale, Grèce. 
Selon le recensement de 2011, la population du village compte 185 habitants.